# Eurofest 2005
La seconda edizione di Eurofest è stata organizzata dall'emittente radiotelevisiva bielorussa BTRC per selezionare il rappresentante nazionale all'Eurovision Song Contest 2005 ad Kiev.
La vincitrice è stata Anžalika Ahurbaš con Boys and Girls. Tuttavia alla manifestazione l'artista si è presentata con il brano Love Me Tonight.

## Organizzazione
Dopo il debutto nel 2004, l'emittente bielorussa Belaruskaja Tele-Radio Campanija (BTRC) ha confermato la partecipazione all'Eurovision 2005 confermando successivamente l'organizzazione di una selezione nazionale per selezionare il suo rappresentante televisivo.
Il festival è stato articolato in una semifinale da 14 partecipanti e una finale, alla quale si sono qualificati i primi 3 classificati della semifinale. I finalisti sono stati decretati esclusivamente dal televoto, mentre nella finale è stata una giuria di qualità a determinare il vincitore.

## Partecipanti e risultati
BTRC ha aperto la possibilità di inviare proposte per la competizione, le canzoni potevano essere eseguite in qualsiasi lingua. Delle canzoni ricevute una giuria ha selezionato i 14 finalisti per la semifinale televisiva del 25 dicembre 2004.

### Semifinale
La semifinale si è tenuta il 25 dicembre 2004 presso i BTRC TV Studios di Minsk, condotta da Svjatlana Baroŭskaja e Ales' Kruhljakoŭ. Durante la semifinale il televoto ha selezionato i tre artisti che hanno avuto accesso alla fase finale.
| #  | Artista                | Titolo                     | Punteggio | Posizione |
| -- | ---------------------- | -------------------------- | --------- | --------- |
| 1  | Janet                  | From Belarus with Love     | 359       | 8         |
| 2  | Heorhij Kaldun         | In Your Eyes               | 297       | 9         |
| 3  | Vesta                  | Dže ty                     | 217       | 12        |
| 4  | Savanna                | My Best Shoes              | 260       | 10        |
| 5  | Anžalika Ahurbaš       | Boys and Girls             | 1.306     | 3         |
| 6  | Palina Smolava         | Smile                      | 1.529     | 1         |
| 7  | Natallja Tamela        | Moja ljubov' - sladkij jad | 1.328     | 2         |
| 8  | Novi Erusalim          | Melodija ljubvi            | 406       | 7         |
| 9  | Valesa Ljul'keviča     | Chocolate                  | 195       | 14        |
| 10 | Gunesh Abasava         | Nazovi menja po imeni      | 896       | 4         |
| 11 | Ruslan Musvidas        | Portrety                   | 207       | 13        |
| 12 | Aljaksandra Hajduk     | Just Say You Love Me       | 541       | 5         |
| 13 | Anastasija Kuz'mickaja | Nehromkaja ljubov'         | 226       | 11        |
| 14 | Corriana               | You Break Me               | 410       | 6         |

### Finale
La finale si è tenuta il 31 gennaio 2005 presso i BTRC TV Studios di Minsk, dove una giuria di qualità ha valutato i finalisti.
La giuria ha dichiarato Anžalika Ahurbaš vincitrice della selezione.
| # | Artista          | Titolo                     | Posizione |
| - | ---------------- | -------------------------- | --------- |
| 1 | Palina Smolava   | Smile                      | 2         |
| 2 | Anžalika Ahurbaš | Boys and Girls             | 1         |
| 3 | Natallja Tamela  | Moja ljubov' - sladkij jad | 3         |

## All'Eurovision Song Contest

### Verso l'evento
Prima di essere proclamata vincitrice della selezione, Anžalika Ahurbaš ha dichiarato che la sua Boys and Girls non avrebbe avuto molto possibilità di superare la semifinale, quindi ha iniziato la ricerca di un nuovo brano da portare alla manifestazione. I due possibili brani selezionati per l'Ahurbaš furono Show Me Your Love, scritto dal compositore polacco Svika Pick, e Love Me Tonight scritta dai compositori greci Nikōs Terzīs e Nektariōs Tyrakīs. Una giuria ha valutato le due proposte, ed ha selezionato Love Me Tonight come brano per l'Eurovision Song Contest 2005, che ha ufficialmente sostituito Boys and Girls.
Poiché non si è posizionata tra i primi dieci paesi nell'edizione precedente, la Bielorussia ha dovuto competere nella semifinale del concorso, tenutosi il 19 maggio 2005.
Con la decisione dell'ordine di esibizione della semifinale, la nazione è stata posta all'8º posto, dopo l'israeliana Shiri Maimon e prima dell'olandese Glennis Grace.

### Performance
Le prove generali si sono tenute il 15 maggio, seguite dalle prove costume il 17 maggio.
La Bielorussia si è esibita 8ª nella semifinale, classificandosi 13ª con 67 punti, non riuscendo a qualificarsi per la serata finale.

### Giuria e commentatori
L'evento è stato trasmesso, sul canale televisivo BT, con il commento di Ales' Kruhljakoŭ.
La portavoce dei voti in finale è stata Alena Panamarova.

### Voto

#### Punti assegnati alla Bielorussia
| 12         | 10        | 8                               | 7               | 6                                |
| ---------- | --------- | ------------------------------- | --------------- | -------------------------------- |
| - Bulgaria | - Russia  | - Grecia                        | - Cipro - Malta | - Macedonia                      |
| 5          | 4         | 3                               | 2               | 1                                |
|            | - Ucraina | - Lettonia - Lituania - Turchia | - Israele       | - Polonia - Principato di Monaco |

#### Punti assegnati dalla Bielorussia
| Punti | Stato    |
| ----- | -------- |
| 12    | Israele  |
| 10    | Moldavia |
| 8     | Svizzera |
| 7     | Lettonia |
| 6     | Polonia  |
| 5     | Norvegia |
| 4     | Ungheria |
| 3     | Romania  |
| 2     | Slovenia |
| 1     | Croazia  |

| Punti | Stato               |
| ----- | ------------------- |
| 12    | Russia              |
| 10    | Svizzera            |
| 8     | Israele             |
| 7     | Moldavia            |
| 6     | Lettonia            |
| 5     | Malta               |
| 4     | Norvegia            |
| 3     | Serbia e Montenegro |
| 2     | Ungheria            |
| 1     | Romania             |